# Ageneiosus vittatus
Ageneiosus vittatus är en fiskart som beskrevs av Steindachner, 1908. Ageneiosus vittatus ingår i släktet Ageneiosus och familjen Auchenipteridae. Inga underarter finns listade i Catalogue of Life.